# 킹덤 하츠: 체인 오브 메모리즈
킹덤 하츠: 체인 오브 메모리즈(Kingdom Hearts: Chain of Memories)는 스퀘어 에닉스와 주피터가 공동으로 개발하고 스퀘어 에닉스가 디즈니 인터랙티브와 2004년 협업하여 게임보이 어드밴스용으로 배급한 액션 롤플레잉 비디오 게임이다. 이 게임은 킹덤 하츠 시리즈에 속하는 2개의 규모가 더 큰 플레이스테이션 2 게임들 사이의 중간 역할을 한다. 풀 모션 비디오(FMV)를 통합한 최초의 GBA 게임들 가운데 하나였다.
킹덤 하츠: 체인 오브 메모리즈는 킹덤 하즈 시리즈 중 두 번째 게임이다. 킹덤 하츠의 후속작이며 킹덤 하츠 2의 약 1년 전을 배경으로 한다.

## 평가
| 평론 점수 평론사 점수 GBA PS2 1UP.com C+ [ 3 ] B- [ 4 ] 올게임 [ 5 ] 유로게이머 8/10 [ 6 ] 패미츠 36/40 [ 7 ] 게임 인포머 7.75/10 [ 8 ] 6.75/10 [ 9 ] 게임프로 [ 10 ] [ 11 ] 게임스팟 6.5/10 [ 12 ] 게임존 9.1/10 [ 13 ] IGN 8/10 [ 14 ] 8.4/10 [ 15 ] 통합 점수 메타크리틱 76/100 [ 16 ] 68/100 [ 17 ] |         |         |
| 평론 점수 |         |         |
| 평론사 | 점수    | 점수    |
| 평론사 | GBA     | PS2     |
| 1UP.com | C+      | B-      |
| 올게임 |         | [ 5 ]   |
| 유로게이머 | 8/10    |         |
| 패미츠 | 36/40   |         |
| 게임 인포머 | 7.75/10 | 6.75/10 |
| 게임프로 | [ 10 ]  | [ 11 ]  |
| 게임스팟 |         | 6.5/10  |
| 게임존 | 9.1/10  |         |
| IGN | 8/10    | 8.4/10  |
| 통합 점수 |         |         |
| 메타크리틱 | 76/100  | 68/100  |